# Gompa Karma Kagyu w Kucharach
Gompa Związku Buddyjskiego Diamentowej Drogi Linii Karma Kagyu w Kucharach koło Drobina, stanowi część ogólnoświatowej sieci gomp Buddyzmu Diamentowej Drogi należących do linii Karma Kagyu - jednej z czterech głównych tradycji buddyzmu tybetańskiego.

## Historia gompy[1]
Siedziba obecnej gompy- zespół parkowo-dworski w Kucharach, na który składają się: murowany dwór klasycyzujący z 1859 i park krajobrazowy o powierzchni 6,5 ha, wpisany jest do rejestru zabytków pod numerem 487. 
Po drugiej wojnie światowej majątek przejął Skarb Państwa. Dwór był użytkowany jako szkoła podstawowa i mieszkania komunalne. W tym okresie park i dwór uległy znacznej dewastacji. Od 1987 właścicielem i użytkownikiem zespołu parkowo-dworskiego został Buddyjski Związek Diamentowej Drogi Linii Karma Kagyu.
Przez kilkanaście lat całkowicie zrujnowany dwór był odbudowany etapami. Związek Buddyjski dokonał 11 transakcji wykupu rozparcelowanego dawnego majątku ziemskiego.

## Infrastruktura[1]
Oprócz pomieszczeń dla kultu religijnego w gompie istnieje rozbudowane zaplecze socjalne: kompleks sanitarny, dormitorium, pole namiotowe, jadalnia, Domek Rinpocze, domki odosobnień, kawiarnia Naga Radza, tzw. Domek Bogusia i Marcelownia, mleczarnia.
W Kucharach wybudowano stupy buddyjskie (tzw. Granitowa Stupa Cudów i Stupa Oświecenia). 

## Działalność[1]
Do dzisiaj gompę odwiedziły setki osób z całej Europy. W gompie organizowane są regularne wykłady i kursy medytacyjne z nauczycielami buddyzmu tybetańskiego w ramach praktyki grupowej i indywidualnej.